# Ron Johnston
Pour les articles homonymes, voir Johnston.
Ronald John Johnston, dit Ron Johnston, né le 30 mars 1941 à Swindon (Royaume-Uni) et mort le 29 mai 2020, est un géographe britannique. Spécialiste de géographie humaine, il est notamment connu pour ses contributions à la géographie urbaine et à la géographie électorale. Ses travaux sont marqués par l'usage fréquent des méthodes quantitatives et par une approche critique des sujets sociaux et politiques.
Il est un auteur particulièrement prolifique : en 2009, il avait publié en son nom ou cosigné plus de cinquante ouvrages et plus de 800 publications scientifiques, ainsi qu'édité plus de quarante livres. Il est notamment l'éditeur des quatre premières éditions du Dictionary of Human Geography.
En 1999, il est le récipiendaire du prix Vautrin-Lud du Festival international de géographie, considéré comme le Prix Nobel de géographie.

## Carrière universitaire
Après avoir obtenu son diplôme de bachelor (1962) puis de master (1964) à l'université de Manchester, Ron Johnston part étudier à l'université Monash de Melbourne en Australie. Il y effectue sa thèse et prend part à ce qui fut nommé la « révolution quantitative de la géographie ». À cette époque, il écrit également sa première publication consacrée à la géographie urbaine.
De 1967 à 1974, il enseigne à l'université de Canterbury à Christchurch en Nouvelle-Zélande et développe son intérêt pour la géographie électorale. Il est ensuite nommé professeur à l'université de Sheffield. En 1979, il publie Geography and Geographers, l'un de ses ouvrages les plus célèbres, traduit en quatre langues et constamment réédité. La même année, il devient co-éditeur des revues Progress in Human Geography and Environment et Planning A.
En 1981 sort la première édition du Dictionary of Human Geography, pour lequel Ron Johnston a écrit plusieurs centaines d'articles. L'ouvrage est fréquemment réédité et fait toujours autorité sur la discipline. Après avoir été vice-chancelier chargé des études à l'université de Bristol, il devient vice-chancelier de l'université de l'Essex en 1992. Depuis 1995, Johnston est professeur à l'université de Bristol. Il s'est retiré des comités de rédaction de Progress in Human Geography and Environment et Planning A en 2006.

## Publications
- Urban Residential Patterns: An Introductory Review (1971), Londres (G . Bell & Sons).  (ISBN 0-7135-1675-5)
- Multivariate Statistical Analysis in Geography: A Primer on the General Linear Model (1978), Londres (Longman).  (ISBN 0-582-48677-7)
- Taylor, P. J. et R. J. Johnston, Geography of Elections (1979), Harmondsworth (Penguin).  (ISBN 0-7099-0056-2)
- Geography and Geographers: Anglo-American Human Geography since 1945 (1979). Londres (Edward Arnold).  (ISBN 0-7131-6239-2)
- A Question of Place: Exploring the Practice of Human Geography (1991), Blackwell (Oxford).  (ISBN 0-631-15603-8)